# SK케미칼
SK케미칼은 SK디스커버리 산하로 화학 사업과 제약 사업을 운영하는 기업으로서 SK바이오사이언스의 모기업이다. 본사는 경기도 성남시 분당구 판교로 310 (삼평동)에 있다.

## 역사
경기도 판교 테크노밸리에 본사 및 연구소를 두고 있는 기업이다. 1969년 선경합섬주식회사로 설립해 1988년 선경인더스트리로 사명을 변경, 1998년 현 기업명인 SK케미칼로 상호를 변경했다. 2017년에는 지주회사 체제로 기업을 분할해 기존 SK케미칼이 지주회사인 SK디스커버리 (기존 SK케미칼이 상호를 변경), 사업회사인 SK케미칼 (신설법인)로 나눠졌다.
SK케미칼의 사업은 화학과 제약을 두 축으로 한다. 화학 사업은 Green Chemicals 사업 부문이 관장하고, 2021년부터 그린 소재라는 용어로 사업을 설명하고 있다. 과거에는 PET가 주력 상업이었으나, 2000년에 들어 고기능 코폴리에스터 사업을 지속적으로 확장하며, 현재에는 이스트만과 함께 코폴에스터 시장을 양분하고 있다. 2021년부터는 폐 플라스틱을 원료로 하는 리사이클링 플라스틱 사업을 본격화 해 세계 최초로 화학적 재활용 플라스틱을 상용화 하는 성과를 거두었고, PO3G. PLA등 자연유래 바이오 물질을 원료로 한 화이트 바이오 사업도 적극적으로 추진하고 있다.
제약 사업 분야에서는 국내 제약 R&D 분야에서 초창기부터 다수의 성과를 거둔 바 있다. 1999년에는 대한민국 신약 1호 선플라를 출시했고, 2007년에는 발기부전치료제 신약 엠빅스, 2011년에는 세계 최초 필름형 발기부전치료제 엠빅스S를 출시했다. 천연물 의약품 분야에서는 조인스정과 기넥신정을 개발, 출시했고, 바이오 분야에서는 SK바이오사이언스를 분사하기 이전인 2015년 세계 최초 세포배양 방식의 4가 독감 백신을 개발, 출시하고, 2017년에는 국내에서 개발한 바이오의약품 최초로 혈우병치료제의 미 FDA의 판매 허가를 획득하는 성과를 거뒀다. 최근에는 오픈이노베이션을 통해 다수의 AI 신약 개발 업체, 바이오 벤처와 협업하는 전략을 구사하고 있다. 주요 제품으로는 조인스, 기넥신, 엠빅스, 트라스트 등이 있으며 근골격계, 신경계 분야 마케팅에 강점을 바탕으로 다국적 제약사의 제품을 공동 마케팅 하는 사례가 늘고 있다.
SK케미칼은 1987년 생명과학 분야에 진출하였다. 최종현 SK 회장은 기존 사업에 기반을 두고 제약바이오 사업이라는 신성장동력을 찾아, 제약바이오 부문 사업이 본격적으로 시작되었다. 이후 SK케미칼 연구진과 서울대병원 암연구소, 원자력병원, 보건복지부, 식품의약품안전처 등이 10여년간 협력 개발한 끝에 1999년 7월, 대한민국 신약1호인 항암제 '선플라'를 개발하였다.

### 1960년대
SK케미칼의 전신인 선경합섬의 설립 연도는 1969년이지만, 그 시작은 그 이전 SK그룹의 모태가 된 선경직물 시대로 거슬러 올라간다. SK그룹 창업주인 최종건 회장은 1953년 전쟁으로 폐허가 된 수원 평동 선경직물 공장을 일으켜 세웠다. 닭표 안감, 봉황새 이불감, 곰보 나일론, 크레퐁, 앙고라, 조제트 등 직물 상품을 출시하며 성공을 거뒀으나, 해마다 반복되는 원사난 해소를 위해 직물의 원료가 되는 원사 사업을 추진하게 됐다. 이후 수원 정자동 600번지에 전답을 매입하고, 1966년 6월 15일 아세테이트 원사공장 건설을 담당할 선경화섬주식회사을 설립했다. 이후 폴리에스터 원사 공장 설립을 추진했고, 1968년 선경화섬은 일본 데이진과 ‘폴리에스터 사업 합작투자에 관한 기본협약’을 체결했다. 아세테이트ㆍ폴리에스터 원사공장 준공을 각각 1968년 12월, 1969년 2월에 마무리하고 1969년 7월 폴리에스터 원사공장을 분리함에 따라 지금의 SK케미칼, SK디스커버리의 모태가 된 선경합섬이 설립됐다.

### 1970년대
창립 직후 1970년대에 들어 국내 폴리에스터 시장은 공급과잉 양상을 빚고 있었다. 일산 18톤 규모의 한국포리에스텔이 준공되고 선경합섬 또한 생산규모가 확대되면서 1971년 국내 폴리에스터 원사 생산량은 전년 대비 151%나 증가했다. 선경합섬은 이를 타개하기 위해 수출에 주력했고 1971년 1807만 달러의 수출액을 기록했다. 이는 1971년도 선경그룹 총 수출액 2898만 달러의 60%에 달하는 수준이었다. 이후 수차례의 증설을 통해 선경합섬은 일산 52.5톤 규모의 폴리에스터 원사 생산능력을 구축했다.
선경그룹이 ‘석유에서 섬유까지’, 즉 업스트림에서 다운스트림까지 일관생산체제를 갖추는 전략을 추진할 당시 선경합섬은 1974년 7월 울산 폴리에스터 원면공장을 준공했다. 폴리에스터 원면 100톤 규모로 단일 섬유생산시설로는 아시아 최대 규모였다. 1976년 6월에는 그룹 계열사 중 두번째로 기업공개를 단행했다.
1996년~1997년 경에는 폴리에스터의 원료를 DMT에서 PTA(Purified Terephthalic Acid)로 전환을 추진했다. 1978년 초부터는 청량음료ㆍ간장 등 식품업계가 유리병 확보난으로 정상가동에 지장을 받고 있다는 사실에 착안해 PET(Poly Ethylene Terephthalate) 병(Bottle)용 폴리에스터 수지 개발에 나섰다. 1980년에는 미국 FDA로부터 인체 무해하다는 판정을 받았고, 이어 코카콜라 사로부터 코카콜라 병으로 사용할 수 있다는 적합 판정을 받았다.

### 1980년대
선경합섬은 1984년부터 본격적인 신소재 연구에 착수했다. 탄소섬유 프리프레그를 비롯해 분체도료, 폴리에스터 접착제 등 고부가가치 화학제품을 개발하기 시작했으며, 1985년 12월에는 100억 원을 투입해 선경합섬연구소를 건설했다. 1988년에는 기존 섬유 사업 이미지에서 탈피하고 종합 화학 기업의 위상 확립을 위해 상호를 선경인더스트리로 변경했다. 이 시기 이 회사는 폴리우레탄, 수처리제, 엔지니어링플라스틱 등 다양한 첨단 소재 분야 사업을 추진하기 시작했다.
1989년 9월에는 울산 PTA/DMT공장을 준공했다. 이는 수입에 의존하던 폴리에스터 원료를 국산화, 안정화 하는 의미가 있었다.
1980년대에는 지금의 의약품, 백신 사업의 토대도 마련됐다. 1987년 생명과학연구실을 설립하고, 삼신제약의 영업권을 인수했다. 1988년 6월 선보제약을 설립해 제약사업에 본격 진출했다. 1989년에는 수원공장 내 생명과학연구동을 완공해 R&D 인프라를 구축했다. 사업 초기에는 최종현 선대회장이 1983년 3월 정밀화학진출계획을 보고받는 자리에서 “한약에서 특별한 요소를 추출해서 생약을 만들어 판다면 상당한 마진이 있을 것으로 본다”라며 제시한 방향성을 바탕으로 천연물 의약품 개발에 주력했고 1988년 3월 고품질•고순도의 은행잎 추출물을 높은 수율로 생산할 수 있는 제조 방법에 대한 특허를 출원했다.

### 1990년대
1990년 선보제약은 상호를 선경제약으로 바꿨다. 안산공장에 주사제 생산 설비를 갖추고 정제ㆍ캡슐제ㆍ연고제ㆍ주사제 등 30여 개의 의약품을 제조해 판매하기 시작했다. 1991년 9월 선경인더스트리와 선경제약은 은행잎 추출물 원료 및 완제품에 대한 제조품목 허가를 획득, 1992년 1월 혈액순환개선제 ‘기넥신F정 40mg ’을 출시했다. 기넥신F는 1991년 12월 은행잎 의약품을 최초로 개발한 독일로 역수출됐고, 국산 의약품 최초로 출시 첫해 100억 원의 매출을 달성했다.
선경인더스트리는 1994년 피록시캄 성분 패치제인 트라스트의 허가를 취득했다. 이 제품은 TDDS(Transdermal Drug Delivery System : 경피약물전달 체계) 기술을 적용해 피록시캄을 48시간 동안 동일한 농도로 아픈 관절에 직접 전달될 수 있도록 했다.
1999년 7월 선경인더스트리는 3세대 백금착제 항암제인 선플라의 발매허가를 획득하며 ‘대한민국 신약 1호’ 개발이라는 기록을 세웠다. 선플라 개발은 해외에서 개발된 신약을 도입하거나 모방해 생산하던 단계에서 벗어나 국내 제약산업의 수준을 한단계 높였다고 평가된다.
반면 1990년대 폴리에스터 등 화학 사업은 뚜렷한 성과를 보지 못했다. 선경인더스트리는 1996년 구조조정을 단행했다. 이듬해인 1997년 IMF 외환위기가 발생해 당시 선경의 선택은 선제적이었다는 평가를 받았다.
1998년 선경인더스트리는 사명을 SK케미칼로 변경했다.

### 2000년대
이 시기는 사업 구조 재편, 고도화의 시기로 평가된다. 당시 국내 화섬산업의 사양화가 지속됨에 따라 SK케미칼은 2000년 폴리에스터 섬유부문을 분사해 삼양사의 화섬부문과 통합법인 휴비스를 설립했다. 휴비스는 이듬해 흑자로 전환한다. 그러나 원료 상승과 공급 과잉이 이어지면서 휴비스는 2004년 다시 적자로 돌아섰고, 2006년에는 그룹의 모태가 되었던 수원공장의 가동을 중단했다.
정밀화학과 생명과학 중심으로의 사업 재편을 위해 2009년에는 아세테이트사업부문을 이스트만 화이버 코리아로 분사했다. 접착제 등 정밀화학 공장은 울산공장으로 이전했다. 아울러 재무 구조 개선을 위해 2008년 SK케미칼은 수원공장 부지를 매각해 4152억 원을 확보했고, 2009년에는 보유 중이던 SK건설 지분을 4140억 원에 매각했다.
이리하여 새로운 사업으로 코폴리에스터 사업의 전개가 시작됐다. 2000년 PETG 공장 신설을 통해 코폴리에스터사업을 본격화했다. 같은 해 국내 유일 CHDM 상업생산에도 돌입해 코폴리에스터 일관 생산체제를 구축했다. 2002년 SK유로켐 설립과 2005년 SK화공소주유한공사 설립 등 정밀화학사업의 해외 진출도 이뤄졌다.
2006년에는 바이오디젤 상업생산 시설을 완공했고, 2008년부터 본격적인 판매를 시작했다. 2009년에는 바이오디젤 증설공장을 지었고, 2009년에는 바이오디젤의 원료 소싱을 위해 팜 부산물을 공급하는 ST그린에너지를 설립했다. 2010년에는 4년 전부터 개발을 본격화한 세계 최초 바이오 원료를 이용한 고내열 코폴리에스터 에코젠이 ‘대한민국 10대 기술상’과 ‘대한민국 기술 대상 은상’을 동시에 수상했다.
제약 사업 분야에서는 2000년 바이오벤처 인투젠을 설립하고 2001년에는 백신 및 혈액제제 업체인 동신제약을 인수했다. 동신제약이 영위하던 사업은 현재 SK플라즈마의 혈액제 사업, SK바이오사이언스의 백신 사업의 모태가 됐다. 2001년에는 생약복합 관절염치료제 조인스 개발에 성공했다. 당시 미국의 시사주간지인 <타임(TIME)>은 2002년 6월 10일자 커버스토리로 조인스의 개발과정과 약효 등을 소개하기도 했다.
2005년 SK제약, 2006년 동신제약을 합병하며 합성의약품-바이오의약품의 양대 축을 완성했고, 2007년에는 한국베링거인겔하임과 청주공장 부지 및 생산설비 인수를 위한 계약을 체결하고 합성의약품 생산 인프라를 고도화했고, 발기부전치료 신약 엠빅스를 개발했다.
2008년 의료정보화 솔루션 기업인 이수유비케어를 인수해 헬스케어사업에 진출하기도 했다.

### 2010년 이후
2010년 SK케미칼은 그린케미칼 비즈와 라이프사이언스 비즈를 중심으로 한 양대 사업에 대한 비전을 발표했다. ‘Healthcare & Earthcare 기업’, ‘우리는 지구의 환경을 보호하고 인류의 건강을 증진시킨다’라는 미션과 ‘친환경 소재와 Total Healthcare Solution을 제공하는 Global Leading Company’라는 비전을 발표했다.
같은 해 현재 본사와 연구소가 위치한 경기도 성남시 판교 ‘에코랩’을 준공하고 판교 시대를 열었다. 그해 12월 SK가스 지분 45.5%를 매입하기도 했다.
2010년 12월 해외법인인 SK끄리스와 SK유로캡을 인도라마그룹에 매각하며 섬유사업의 구조조정을 마무리했다.
이후 현 주력사업인 코폴리에스터 분야에 지속적인 투자를 단행했다. 2012년 2공장, 2017년 3공장을 세우는 등 증설을 지속하고 있다.
라이프사이언스 분야에서는 2012년 백신공장 L하우스를 준공했고, 2014년 9월 식약처로부터 GMP 적격 승인을 받았다. 2018년에는 글로벌 제약사 사노피 파스퇴르에 세포배양 독감백신 생산 기술에 성공했다. 2015년 8월에는 성인용 국내 최초, 소아용 세계 최초 3가 세포배양 독감백신인 스카이셀플루를 출시했다. 2015년 12월에는 세계 최초로 4가 세포배양 독감백신 스카이셀플루4가(SKYCellflu Quadrivalent)의 허가를 획득했다. 2017년에는 세계 2번째로 대상포진백신 스카이조스터주, 2018년에는 수두백신 스카이바리셀라의 제품 허가를 획득하며 백신 사업 포트폴리오를 강화했다.
2015년 3월에는 혈액제 사업을 분사해 SK플라즈마를 설립하고, 안동에 신규 혈액제제 공장 건설에 착수했다. 2016년 완공 이후 2018년 식약처 허가를 취득해 상업 생산을 개시했다.
2017년에는 기존 법인을 토대로 한 SK디스커버리가 출범하며, 현 지배구조와 같이 지주회사인 SK디스커버리, 사업회사인 SK케미칼로 회사가 나뉘었다.
2018년에는 백신 사업을 분사해 SK바이오사이언스를 출범시켰다. SK바이오사이언스는 2021년 상장됐고, 현재 코로나 19 백신 사업을 전개하고 있다.
연결대상 종속회사들은 SK가스의 LPG사업, 유비케어의 병원 의료정보화 사업 및 건강관리 사업 등이 있다. LPG사업은 연결기준 매출액 비중이 전체 매출의 80% 이상을 차지한다. 2015년 3월 현재 시가총액 1조 원을 넘어가는 대기업이다. 주요 대주주로는 최창원 및 특수관계자 15.37%, 국민연금관리공단 11.80%, 쿼드자산운용 6.35%가 있다.

## 자회사

### SK바이오사이언스
2018년 7월 SK케미칼의 백신 사업을 분사해 설립한 바이오 기업. 독감, 대상포진, 수두 등 백신을 생산, 공급하고 있으며 2020년 코로나 19 판데믹 이후 아스트라제네카 및 노바백스 등과 CMO/CDMO 사업을 추진한 바 있으며, 2022년 6월에는 국내 기업 최초로 코로나 19 백신 ‘스카이코비원’의 허가를 획득했다.

### SK멀티유틸리티
SK케미칼이 2021년 12월 유틸리티 사업을 분할, 설립된 기업. 기존 석탄발전 보일러로 생산·판매하는 스팀과 전기를 액화천연가스(LNG)열병합 발전으로 전환을 추진하고 있다.

### SK chemicals Malaysia Sdn Bhd
SK케미칼은 2020년 동남아시아, 호주, 뉴질랜드, 인도, 파키스탄 등 지역의 코폴리에스터 및 케미칼 제품 판매 확대를 위해 Malaysia 쿠알라룸푸르에 법인을 설립했다.

### 기타
1987년 SK케미칼과 Allnex가 합작해 설립한 합작법인 엔티스, 해외 법인으로 고기능성 폴리에스터 접착제를 생산, 판매하는 SK chemicals suzhou를 관계사로 두고 있다.

## 브랜드 아이덴티티

### 슬로건
Healthcare, Earthcare. 제약/바이오 사업을 상징하는 헬스케어라는 단어에서 착안해, 친환경 소재라는 의미 부각을 위해 Earthcare라는 단어를 새롭게 조합한 슬로건으로 추정된다.

### 미션/비젼
미션 : 우리는 인류의 건강을 증진시키고 지구의 환경을 보호한다
비전 : 친환경소재와 Total Healthcare의 Solution을 제공하는 Global Leading Company로의 도약

## 사업

### Green Chemicals

#### 코폴리에스터
PETG 수지 등 코폴리에스터는 SK케미칼의 주력 사업이다. 스카이그린은 환경호르몬의 일종인 비스페놀A를 함유하지 않으면서도 투명성과 내화학성이 우수해 PC, 아크릴 등 기존 소재를 대체할 수 있다. 에코젠은 2009년 세계 최초로 천연물 추출 원료를 혼합해 개발한 코폴리에스터로 석유계 플라스틱의 단점을 보완하면서도 온실가스 저감을 실천한 소재로 평가 받는다. 에코젠 클라로는 코폴리에스터의 장점인 투명성, 내화학성을 유지하는 준결정성 소재로 플라스틱 재활용 이슈에 대응이 가능하도록 개발되어 재활용 표기가 가능한 소재다.

#### 재활용 플라스틱
SK케미칼이 2021년 이후 공격적으로 진행하고 있는 사업 영역이다. 특히 화학적 재활용 분야에서 두각을 나타내고 있다. 화학적 재활용은 버려지는 플라스틱을 기계적으로 분쇄해 사용하는 물리적 재활용 제품과 달리 화학적 과정을 거쳐 재활용 되기 때문에 석유 기반 고유의 품질과 물성을 그대로 구현할 수 있는 기술이다. SK케미칼은 2022년 세계 최초로 화학적 재활용 기술을 적용한 PET 양산 체계를 갖추고 상용화를 본격화했다. 제주삼다수 리본은 SK케미칼의 화학적 재활용 소재인 스카이펫 CR을 적용해 출시됐으며, 이 외에도 풍림 P&P와 식품 용기, KNK와 칫솔, 아트임팩트 및 한국섬유개발연구원과 섬유 분야의 화학적 재활용 적용 제품에 대한 공동 개발을 추진하고 있다. PET 소재인 스카이펫 CR 외에도 코폴리에스터 분야에서 에코트리아 CR (화학적 재활용), 에코트리아 MR (물리적 재활용) 등 다양한 리사이클링 플라스틱 포트폴리오를 확보하고 있다.

#### 바이오 소재
석유가 아닌 식물 등 천연 자원에서 추출한 원료로 한 소재도 SK케미칼의 미래 성장 동력 중 하나다. 대표적으로 PO3G와 PLA가 있다. PO3G는 기존 석유 기반 원료를 사용하는 폴리올을 100% 바이오 물질로 대체한 신소재다. 폴리올은 합성피혁, 의류, 코팅 및 접착 소재, 스판덱스 등의 용도로 널리 쓰이는 폴리우레탄 소재의 핵심 원료 중 하나로, 기존 제품에 비해 부드러우면서도 탄성회복력과 내마모성 등이 개선되어 착용감이 좋고 제품의 변형이 적은 장점이 있다. 낮은 탄소발자국으로 제품의 환경영향 개선을 이룰 수 있다고 한다. 브랜드명은 에코트리온.
PLA는 자연 유래 성분으로 만들어진 생분해 플라스틱이다. SK케미칼은 에코플란이라는 브랜드명으로 사업을 진행하고 있으며, 고유연성이 특징이다.

### 고기능 소재 등
PCT(Poly-Cyclohexylene dimethylene Terephthalate) 소재인 스카이프라는 고내열과 내광성, 우수한 전기적 특성이 필요한 산업 분야에 사용될 수 있는 슈퍼 엔지니어링 플라스틱(Super Engineering Plastic) 소재다.
SKYPEL은 폴리에스터 기반의 열가소성 탄성체로 고무와 엔지니어링 플라스틱의 물성을 모두 충족시키는 소재이며 전기/전자, 자동차, 필름/섬유 분야에 다양하게 적용 되고 있다.
PET, PCT의 Compouding Grade인 스카이트라는 내열, 내화학성, 기계적 강도가 우수한 Polyester Base의 컴파운드 제품이다.

### Life Science

#### 전문의약품
근골격계, 중추신경계, 소염진통제, 소화기계, 비뇨기계, 순환기계 등 다양한 전문의약품을 생산, 판매하고 있다. 특히 근골격계, 중추신경계 분야에 특화된 것으로 알려졌다. 대표적인 전문의약품은 조인스가 있다.
천연물의약품 관절염치료제 조인스는 임상 시험을 통해 기존 소염진통제와 동등한 소염·진통 효과와 낮은 부작용 그리고 연골조직에 대한 보호 효과를 입증했다. 2002년 출시 이후 2021년 기준누적 판매 980만정, 2022년 2월 기준 매출액 5천억 원을 돌파했다.
윈드론 패치는 국내 최초로 개발한 패취형 치매 치료제로 성분명은 리바스티그민이다. 2013년 유럽 내 1st 제네릭으로 판매 승인을 획득하여 유럽에서도 SK케미칼의 기술력을 입증 받아 유럽 내 동일성분 복제약 시장 점유율 1위를 하고 있다. 2016년 호주, 콜롬비아, 2017년 멕시코, 요르단, 2018년 캐나다, 2019년 미국 FDA 승인, 2021년 브라질 허가 승인을 획득했다.

#### 일반의약품
기넥신과 트라스트가 대표 제품이며, 기넥신은 혈액순환개선제 시장 점유율 1위를 유지하고 있다. 자체 개발한 특허 기술을 활용, 은행잎으로부터 유효성분을 추출한 제품으로 혈액의 점도를 낮추고 혈관을 확장시키는 효과가 있습니다. 기억력 감퇴, 주의력 향상 등 효과도 있어 건망증 등 초기나 미약한 수준의 인지기능 장애에도 도움을 주는 것으로 알려졌다.
트라스트는 1996년 발매된 패취형 관절염 치료제다. 관절 부위에 직접 부착하며 기존 먹는 약의 부작용은 최소화하고 치료 효과를 높였다. 소염 진통 약물인 피록시캄을 경피약물전달체계 기술을 통해 동일한 농도로 염증 부위에 전달하며, 1회 부착으로 48시간 동안 약효가 지속되는 강점이다

#### 연구개발
1999년 대한민국 신약 1호 선플라를 개발했다. 현재는 생산되고 있지 않지만 신약 개발의 불모지로 여겨졌던 우리나라에서 자체 기술로 신약 개발에 성공했다는 자체가 역사적 의미가 있는 것으로 평가된다. 조인스도 천연물 분야 첫 개발 사례다. 발기부전치료제 신약인 엠빅스와 필름형 제품 엠빅스S도 개발하는 등 신약 개발 분야에 경쟁력이 있는 업체로 평가된다.
바이오 분야에서는 현재는 SK바이오사이언스로 분사했으나, 세계 두번째 세포배양 방식 독감 백신을 개발하는 등 백신 분야 기술력을 인정 받은 바 있으며, 바이오 분야 최초로 국내 기술로 개발한 혈우병 치료제의 미국 FDA 승인을 취득하기도 했다.
현재는 오픈이노베이션을 통한 R&D 전략에 집중하고 있다. 스탠다임, 인세리브로, 닥터노아 등 AI 신약 개발 업체와 바이오 벤처와 협업을 통해 다양한 분야 신약 개발을 추진하고 있다.

## 특징

### ESG 경영
ESG 경영에 상당히 심혈을 기울이고 있다. 탄소 제로 추진, 리사이클링 생태계 구축, 사업자아 내 온실가스 감축 등 노력을 통해 ‘2022 국제 탄소정보공개 프로젝트(CDP) 기후변화 대응·물 경영 우수기업 시상식’ 에서 탄소경영 섹터 아너스상과 수자원 섹터 특별상을 수상했고, 2022년 MSCI ESG 평가에서 종합 A등급을 획득했다. 한국 ESG 기준원에서는 최고 등급인 A+ 등급을 받았다.
지속가능경영 보고서를 비롯해 전 과정 포괄 기후변화 대응 TCFD 보고서를 발간했고, ESG 홈페이지를 개설해 관련 정보를 투명하게 공개하고 있다.

### Environment
환경 분야에서는 2040년까지 넷제로를 달성하겠다고 한다. 탄소를 감축할 수 있는 그린소재 사업과 그린 연료, 저탄소 에너지, 수소 연료 전환 등을 통해 2040년 137만톤의 탄소를 100% 감축 또는 상쇄하겠다는 목표다.
사업적으로는 재활용 플라스틱 사업 비중을 높이고, 원료 수거 사업자, 지자체 등과 연계한 자원순환 생태계 구축도 추진하고 있다. 실제 경기도 화성시, 광주광역시 광산구 등과 협약을 맺은 바 있다.

### Social
친환경, 사회복지, 행복 확산이라는 3개 테마를 중심으로 사회공헌 활동을 진행하고 있다. 다양한 지역사회 기관과 협력을 추진 중인데, 환경 교육 분야에서는 지역교육청, 교육 사회적 기업(씨드콥, 행복한 학교)과 교
육 개발, 진행을 공동으로 하고 있다. 지역 저소득층 아동/청소년의 사회구성원으로서의 건강한 성장을 위해서 지역 복지관과 주기적으로 소통하며 필요한 부분을 파악하고 이를 위한 프로그램을 개발 및 평가하고 있다. 전문 자원봉사 기관과 협력하여 구성원의 자원봉사 활동을 추진하고 사업과의 연계를 통한 자원봉사 활동 및 자율적이고 재미있는 자원봉사 활동을 개발 진행 중이다.
초등학생 대상 친환경 교육인 행복한 그린스쿨, 지역 사회 아동 지원 프로그램인 희망메이커, 울산공장의 1사 2촌 지원 사업, 구성원 봉사 활동을 통한 KIT 제작, 헌혈 캠페인 등이 주요 프로그램이다.

### Governance
이사회 중심의 투명한 거버넌스와 시장과 소통 강화를 추구하고 있다. 경영진에 대한 이사회의 견제와 균형 기능을 강화하기 위해 이사회 의장을 사외이사 중에서 선출하고 사외이사 비중을 과반 이상으로 규정하고 있다. 이사회 운영의 효율성, 전문성 제고를 위해 다양한 위원회를 운영 중이며 ESG위원회를 통해 ESG 세부 사항을 결정하고, 사업이 미션에 부합하는지 여부도 검토하고 있다.

## 직장생활

### 기업 문화
SK커리어스에 따르면 근무 형태는 자유로워서 원하는 시간에 출근할 수 있고, 모바일 오피스, 스마트 오피스, 홈 오피스, 원격 근무 등 장소와 시스템 제약에서 벗어나 주도적으로 근무할 수 있다고 합니다. 헬스케어 사업을 운영하는 회사답게 구성원의 행복과 건강을 중시하여 매년 구성원과 가족에 대한 인플루엔자 백신을 지원하고 사내에 치과, 헬스장, 심기신 수련원 등을 갖추고 있습니다.

### 사옥
SK케미칼 본사와 연구소가 위치한 에코랩은 에너지 저감 기술을 도입해 친환경 건축물로 알려졌고, 미국 LEED 플래티넘 등급 등 인증을 받았습니다. 2022년에는 스마트 오피스를 도입해 정해진 좌석 없이 필요에 따라 자유롭게 자리를 선택할 수 있습니다.

### 채용
SK케미칼은 채용 전용 홈페이지를 운영하고 있으며, 서류전형, SKCT / AI역량검사, 1차~2차 면접 절차를 통해 채용이 진행됩니다.

### 인재상
SK케미칼은 따뜻한 프로페셔널을 인재상으로 하는데, 따뜻함은 자긍심과 공동체 의식, 상호 배려 등을 주요 덕목으로 하고, 프로페셔널은 내 일 알기, 도전적 목표 설정, 철저하고 즐거운 실행, 지식 공유를 주 내용으로 하고 있습니다.

### 직무
SK케미칼의 직무는 크게 화학 사업인 그린소재 비즈와 제약 사업인 라이프사이언스 비즈로 나눌 수 있습니다.
그린소재와 라이프사이언스 비즈에서 다시 영업/마케팅, 생산기술, 연구개발, 경영지원으로 나뉘는데 그린소재 마케팅은 코폴리에스터, 고기능성소재, 상품 전략기획 직무가 포함되고, 라이프사이언스 마케팅은 마케팅 기획과 프로덕트 매니저, ETC MR, OTC 마케팅, 해외수출 등이 있습니다. 그린소재 연구 개발은 소재와 공정 연구개발을 각각 두고 있고, 이외에 용도개발, 분석 및 인증, 연구기획 등 다양한 직군이 있고, 라이프사이언스 비즈에서는 제제와 신약, 분석, 임상, 허가 등 제약 바이오 분야 직군 대부분이 포함됩니다.